# Resident Evil: Afterlife
Resident Evil: Afterlife er den 4. film i Resident Evil-filmserien, som er baserede på Capcoms spilserie af samme navn. Filmen er produceret af Paul W. S. Anderson, og blev udgivet den 10 september 2010.
Afterlife tager fat der, hvor Resident Evil: Extinction sluttede. Stjernen fra Prison Break, Wentworth Miller, spiller rollen som Chris Redfield, Claires bror.

## Synopsis
Resident Evil: Afterlife fortsætter, hvor den tredje film sluttede. Siden begivenhederne i Resident Evil: Extinction, har Alice rejst verden rundt for at lede efter andre overlevende. Da hun kommer til Los Angeles finder hun et fængsel omgivet af zombier. Hun slår sig derefter sammen med en gruppe ovelevende, der havde gemt sig i Loz Angeles siden T-virusets udbrud og hjælper dem med at få andre overlevende ud fra fængslet, hvilket inkludere Clairs bror Chris Redfield.

## Medvirkende
- Milla Jovovich som Alice og kloner: Den primære protagonist, der tidligere blev overvåget af Umbrella Corporation og fanget, med det formål at skabe et serum fra hendes blod.[6] I filmen vil hun gøre op med The Umbrella Corporation, efter at have ladet dem vide at hun ville komme efter dem i slutningen af den tredje film.[7]
- Ali Larter som Claire Redfield: Lyst baseret på videospilfiguren af samme navn, der har en afgørende rolle i Resident Evil 2 og Resident Evil Code: Veronica. I Resident Evil: Extinction ledte hun en konvoj af overlevende.[5]
- Wentworth Miller som Chris Redfield: Baseret på videospilfiguren af samme navn. Han er Claires bror, og optrådte som en af hovedpersonerne i det originale Resident Evil spil og senere som en med-protagonist i Resident Evil Code: Veronica og Resident Evil 5.[8]
- Spencer Locke som K-Mart: Omdøbt efter indkøbscentret hun blev fundet i. K-Mart var medlem af Claire Redfields konvoj af overlevende. Hun blev sidst set i den kaprede helikopter med retning mod Alaska, i slutningen af Extinction.[8]
- Shawn Roberts som Albert Wesker: Baseret på videospilfiguren af samme navn, som er den primære skurk i de fleste af spillene. I filmen er han formand for Umbrella. Hans kontor er beliggende i Tokyo, Japan og gennem holografisk teknologi, har han regelmæssige kontakt med medlemmerne af firmaets udvalg.[8]

## Eksterne Henvisninger
- Resident Evil: Afterlife på Internet Movie Database (engelsk)
- Resident Evil: Afterlife på Filmdatabasen
- Resident Evil: Afterlife på Scope
- Resident Evil: Afterlife i Svensk Filmdatabas (svensk)
- Resident Evil: Afterlife på AlloCiné (fransk)
- Resident Evil: Afterlife på MovieMeter (nederlandsk)
- Resident Evil: Afterlife på AllMovie (engelsk)
- Resident Evil: Afterlife hos American Film Institute (engelsk)
- Resident Evil: Afterlife hos British Film Institute (engelsk)
- Resident Evil: Afterlife på Turner Classic Movies (engelsk)